# Muro del suono

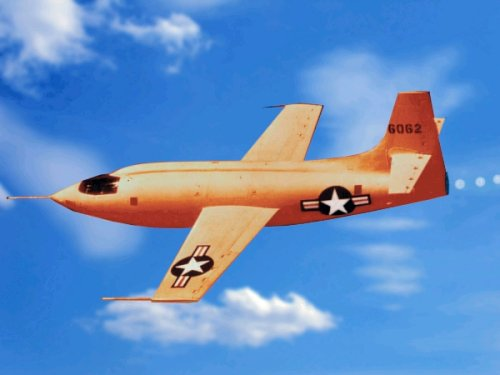
Il Bell X-1, il primo aereo a superare il muro del suono in moto continuato. Si notino le ali prive di freccia, assolutamente inadatte al moto supersonico.

Con la locuzione muro del suono, o più raramente barriera del suono, si indicava la difficoltà, per i primi aeroplani dotati della potenza necessaria ma di un'aerodinamica non adatta, di raggiungere la velocità del suono di 331,2 metri al secondo (1 192 km/h).

## Descrizione

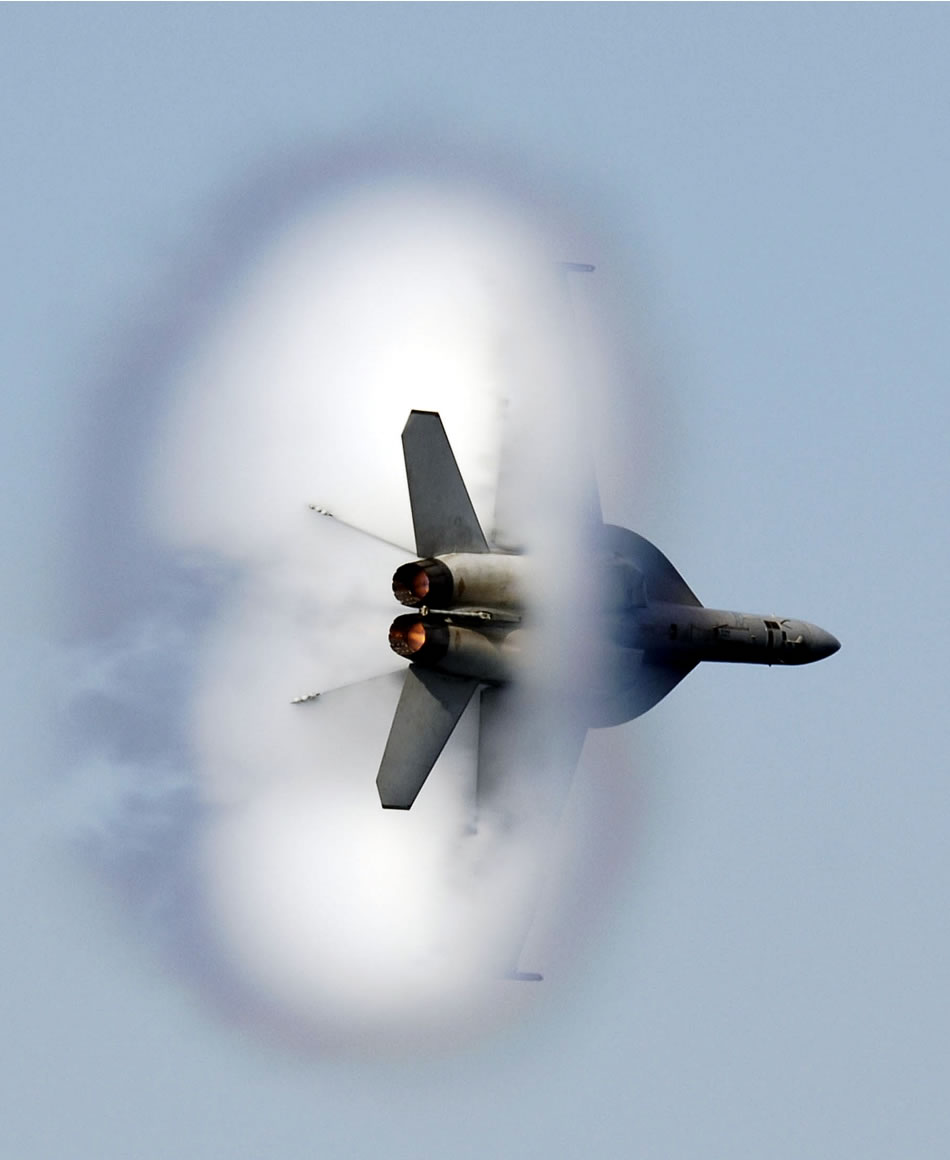
Un aereo della Marina statunitense "F/A-18E/F Super Hornet" mentre supera il muro del suono: si noti la singolarità di Prandtl-Glauert.

Gli effetti aerodinamici sulle superfici di un aeroplano infatti variano notevolmente avvicinandosi alla velocità del suono. Il regime di moto in queste condizioni è chiamato regime o flusso transonico.
Quando un corpo si muove all'interno di un fluido comunica alle particelle una serie di urti meccanici i quali provocano, in combinazione col moto molecolare medio del fluido, la perturbazione delle zone circostanti. La velocità di propagazione di questi disturbi è detta velocità del suono, la quale dipende dalla densità, dalla pressione, dalla temperatura e da altre caratteristiche del fluido.
Una perturbazione si trasmette in tutte le direzioni alla velocità del suono: un paragone che si indica spesso è quello delle increspature sulla superficie di uno specchio d'acqua quando viene lasciato cadere un sasso.
Se la sorgente dei disturbi si muove, i disturbi tenderanno a compattarsi nella direzione del moto. Il corpo può seguire, raggiungere o superare tali disturbi: nel primo caso il numero di Mach, ovvero il rapporto tra la velocità del corpo e la velocità del suono, sarà minore di uno, come indicato nella figura e in questo caso si parlerà di regime subsonico. Nel secondo caso sarà prossimo a uno e si parlerà di regime transonico. Nell'ultimo caso il numero di Mach sarà maggiore di uno e il corpo si muoverà in regime supersonico.
L'espressione "muro del suono" venne adottata durante la seconda guerra mondiale quando un certo numero di aerei incominciarono a sperimentare gli effetti del volo transonico, quali l'aumento di resistenza, le vibrazioni delle superfici aerodinamiche e l'inversione dei comandi, durante le manovre per il bombardamento in picchiata. I velivoli, in queste condizioni, manifestavano comportamenti anomali come conseguenza di fenomeni aerodinamici, all'epoca non ancora pienamente compresi. Poiché alcuni velivoli si distruggevano in aria come se avessero impattato contro un invisibile muro, divenne uso comune nel linguaggio non scientifico descrivere l'avvicinamento alla velocità del suono con la locuzione "muro del suono".
La denominazione uscì dall'uso comune negli anni cinquanta quando gli aerei cominciarono a superare le velocità supersoniche in condizioni di volo continuo.

## Storia
La frusta è stata probabilmente il primo oggetto prodotto dall'uomo in grado di muoversi più veloce del suono. L'estremità di una frusta rompe la barriera del suono e genera un secco schiocco che è un vero e proprio boom sonico. Anche molti tipi di proiettile esplosi dalle armi da fuoco si muovono a velocità supersonica.

### Problemi iniziali
L'estremità delle eliche di molti aerei possono arrivare a superare la velocità del suono creando un ronzio che diventa caratteristico del tipo di aereo. Questo fenomeno era per esempio verificabile sul Boeing Stearman e sul North American T-6 Texan quando questo effettuava virate molto strette. Il fenomeno non era positivo, perché l'aria spinta a velocità prossime a quella del suono, crea turbolenze e onde d'urto che interferiscono con i comuni fenomeni aerodinamici con i quali sono studiate e ottimizzate le eliche. Come conseguenza di queste anomalie, le eliche perdono moltissima efficienza all'avvicinarsi della velocità del suono. In queste condizioni, si può dimostrare che la potenza necessaria per migliorare ulteriormente le prestazioni del velivolo, comporta un aumento di peso del motore tale da riportare la situazione complessiva al punto di partenza.
Questo problema è stato uno di quelli che hanno portato alla ricerca e allo sviluppo del motore a reazione, condotti inizialmente da Frank Whittle e Hans von Ohain, i quali indirizzarono i loro studi specificamente per la ricerca di soluzioni per il volo ad alta velocità.
Negli anni quaranta, in anticipo sui tempi rispetto allo sviluppo dei motori a getto, alcuni aerei a elica furono in grado di avvicinarsi alla velocità del suono durante le affondate. Ciò portò a numerosi incidenti per una grande varietà di motivi. Tra questi vanno inclusi gli aumenti delle forze aerodinamiche sulle superfici di controllo che portavano ad un aumento di difficoltà nel controllare l'aereo, fino al punto che si ebbero alcuni impatti con il suolo nei casi in cui il pilota non riuscì ad applicare sufficiente forza sui comandi per interrompere la picchiata. Il Mitsubishi Zero si era creato presso i suoi piloti una particolare fama negativa riguardo a questo comportamento e molti tentativi di risolvere il problema, finirono solo per peggiorarlo. Nel caso dello Spitfire, le ali erano caratterizzate da una scarsa rigidità torsionale e quando gli alettoni venivano azionati ad alta velocità, l'ala tendeva a flettersi in modo da contrastarne gli effetti, portando ad una condizione nota come "inversione del rollio" (roll reversal). Il problema fu risolto nei modelli successivi modificando le ali. Il P-38 Lightning soffriva di una particolare e pericolosa interazione tra il flusso aerodinamico delle ali e le superfici di coda durante le picchiate ad alta velocità, il che rendeva difficile la "richiamata" per evitare l'impatto con il suolo. Il problema venne risolto in seguito con l'aggiunta di una superficie di controllo per le picchiate (dive flap) che modificava il flusso d'aria in queste speciali condizioni. Le vibrazioni create dalle onde d'urto aerodinamiche che si creavano sulle superfici curve rappresentarono un altro problema principale, che nel caso più famoso portarono all'incidente nel 1946 del de Havilland DH 108 Swallow e alla morte del suo pilota Geoffrey de Havilland Jr.
Tutti questi fenomeni, sebbene non in relazione tra di loro, portarono alla creazione del concetto popolare di "muro del suono", cioè di una immaginaria barriera difficile o forse impossibile da superare, in grado di distruggere gli aerei e rendere impossibile viaggiare più veloci del suono.
Vi sono comunque alcuni piloti che rivendicano di aver superato il muro del suono durante la seconda guerra mondiale. Hans Guido Mutke sostenne di aver superato la velocità del suono il 9 aprile 1945 con un Messerschmitt Me 262 equipaggiato con motori a getto. Gli esperti tendono a non considerare veritiera questa dichiarazione, in quanto la struttura dell'Me 262 non viene ritenuta in grado di resistere a velocità in regime transonico e quindi l'episodio è ritenuto privo di fondamento scientifico. Resoconti simili descritti con gli Spitfire e altri aerei a elica risultano ancora più improbabili. Soltanto in tempi più moderni si è compreso meglio il fenomeno che interessa i tubi di Pitot utilizzati per la misura della velocità sugli aerei e che forniscono misure non accurate nella regione delle velocità transoniche a causa delle onde d'urto che interferiscono con il tubo o con la presa statica. Questo fenomeno adesso viene definito "salto di Mach" (Mach jump).

### Tentativi di superare il muro del suono

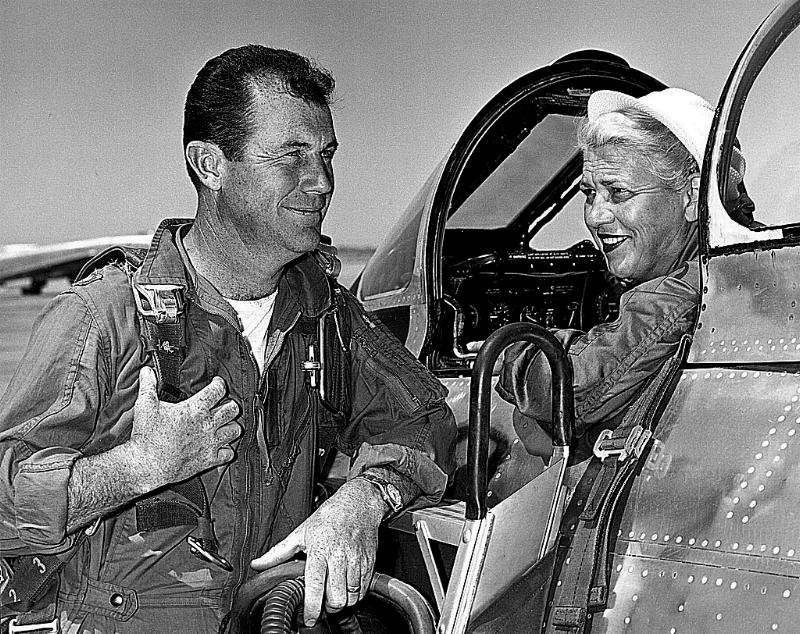
Jackie Cochran nel suo Canadair F-86 (con cui ha superato il muro del suono) mentre parla con Charles Elwood Yeager

Nel 1942 il Ministero dell'Aviazione del Regno Unito avviò un progetto top-secret con la Miles Aircraft per sviluppare il primo aereo al mondo capace di superare la velocità del suono. Il progetto consisteva nello studio e nella realizzazione di un aereo a reazione: il Miles M.52, in grado di raggiungere i 1 600 chilometri all'ora (440 m/s) ad un'altitudine di 36 000 piedi (11 000 m) in 1 minuto e 30 secondi.
Il progetto dell'aereo introduceva molte innovazioni, tuttora utilizzate nei moderni velivoli supersonici, la più importante delle quali era l'adozione di stabilizzatori orizzontali a superficie completamente mobile, in grado di fornire una maggiore capacità di controllo per contrastare la tendenza ad assumere un assetto picchiato (Mach tuck) che si avrebbe altrimenti in regime di volo supersonico.
Nell'immediato dopoguerra, le informazioni acquisite dagli studi tedeschi portarono ad adottare ulteriori tecniche utili a ridurre la resistenza aerodinamica quali l'ala a freccia. Sir Ben Lockspeiser, direttore dell'istituto di ricerca britannico Scientific Research, decise di cancellare il progetto a seguito delle nuove informazioni acquisite. Esperimenti condotti in seguito con un modellino in scala 3/10 sul progetto del Miles.52 dimostrarono che l'aereo era in grado di superare il muro del suono. Infatti nell'ottobre del 1948 venne raggiunta una velocità di Mach 1,5.
Utilizzando un aereo-razzo Bell XS-1 il pilota Charles "Chuck" Yeager diventò il primo uomo a volare più veloce del suono in volo livellato il 14 ottobre 1947, volando ad una altezza di 13,7 chilometri (45 000 ft). Con grande sorpresa furono uditi due fragorosi boati prontamente battezzati boom sonico e associati nel linguaggio non scientifico all'"abbattimento del muro del suono".
George Welch stese un rapporto verosimile (ma mai verificato ufficialmente) in cui riportava il superamento del muro del suono il 1º ottobre 1947 mentre volava con un XP-86 Sabre. Inoltre dichiarò di aver ripetuto il suo volo supersonico il 14 ottobre 1947, 30 minuti prima che Yeager rompesse il muro del suono con il Bell X-1.
Il muro del suono è stato superato per la prima volta in condizioni controllate da un veicolo terrestre nel 1948 privo di passeggero. Si trattava di un veicolo di prova spinto da un razzo presso la Muroc Air Force Base (adesso Edwards AFB) in California. Il razzo generava 26,7 kN (6000 libbre) di spinta e permise nel corso di vari tentativi di raggiungere velocità fino a 1531 km/h (957 mph).
Jackie Cochran è stata la prima donna ad abbattere il muro del suono il 18 maggio 1953 in un Canadair Sabre avendo come compagno di formazione Charles Elwood Yeager.
Il 15 ottobre 1997 il pilota Andy Green diventò la prima persona a superare il muro del suono in un veicolo a terra. Il veicolo disegnato e costruito da un team con a capo Richard Noble, si chiamava ThrustSSC (Super Sonic Car - auto super-sonica).
Il 14 ottobre 2012 il paracadutista Felix Baumgartner è stato la prima persona ad abbattere il muro del suono con il proprio corpo, lanciandosi da un'altezza di 39045 m arrivando ad una velocità record di 1 342,8 chilometri all'ora (834,4 mph) pari a Mach 1,24. Il suo team nell'impresa è stato il Red Bull Stratos.

### Aerei passeggeri
Oltre al Concorde e Tu-144 progettati per questo scopo, anche altri aerei passeggeri in precedenza sono stati in grado di raggiungere velocità supersoniche. Il 21 agosto 1961 un Douglas DC-8 ruppe il muro del suono a Mach 1,012 - 1 060 chilometri all'ora (660 mph) mentre era in crociera a 12 524 metri (41 089 ft). Il velivolo fu in grado di raggiungere il risultato grazie allo sviluppo di un nuovo bordo d'attacco totalmente ridisegnato per quanto riguardava le ali.
La ditta Boeing riportò che il suo 747 ruppe il muro del suono durante una prova di certificazione. Un volo della China Airlines, il volo 006, superò il muro del suono durante una picchiata da 12 500 metri (41 000 ft) a 2 900 metri (9 500 ft) il 19 febbraio 1985. L'aereo raggiunse sollecitazioni oltre i 5 g.